# Марія Бартіромо
Марія Сара Бартіромо (нар. 11 вересня 1967 р.) — американська консервативна політична коментаторка, оглядач журналів та авторка. Ведуча авторських програм «Вранці з Марією» та «На Волл-стріт з Марією Бартіромо». Марія — редакторка глобальних ринків у Fox Business Network, а також ведуча Sunday Morning Futures with Maria Bartiromo на Fox News. Вона розміщує сегменти Fox Business Global Power Players.
Вона працювала в CNN п'ять років, а потім впродовж 20 років працювала на CNBC. У 2013 році Марія Бартіромо приєдналася до Fox Business та Fox News. У CNBC вона була ведучою Closing Bell, ведучою та керуючою редакторкою програми  On the Money with Maria Bartiromo. Приписують, що вона стала першою репортеркою, яка транслювала у прямому ефірі з підлоги Нью-Йоркської фондової біржі.

## Раннє життя
Бартіромо народилася в італійсько-американській родині Вінсента та Джозефіни Бартіромо, і виросла в районі Бей-Ридж Бруклін в Нью-Йорку. Її батько був власником ресторану "Садиба Рекс" в Брукліні, а мати була домогосподаркою а раніше працювала канцеляристом.
Марія відвідувала академію Fontbonne Hall в Бей-Риджі, а згодом закінчила Нью-Йоркський університет і отримала ступінь бакалавра мистецтв з журналістики та економіки. Під час навчання у Нью-Йорку вона проходила стажування в CNN.

## Кар'єра

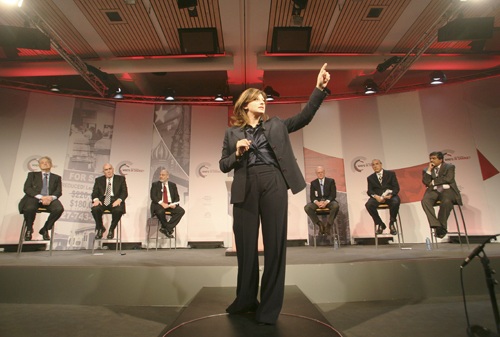
Марія Бартіромо на щорічній зустрічі Всесвітнього економічного форуму в Давосі, 2008 рік

Після стажування, починаючи з 1988 року, Бартіромо п’ять років працювала виконавчим продюсером і редакторкою по роботі з CNN Business. Її керівником в CNN був Лу Доббс, який зараз є колегою в Fox Business News. Під час роботи в CNN її метою було бути перед камерою. Вона зібрала прослуховувальну стрічку, щоб подати заявку на ефірну роботу в CNBC. У 1993 році Марія замінила аналітика Роя Блюмберга в CNBC, коли почала звітувати в прямому ефірі з підлоги нью-йоркської фондової біржі та почала розміщувати та брати участь у сегментах Market Watch та Squawk Box. Бартіромо стала першою журналісткою, яка транслювала телевізійні репортажі з підлоги Нью-Йоркської фондової біржі. 
Бартіромо була ведучою та керуючою редакторкою шоу про бізнес-інтерв'ю CNBC «На гроші з Марією Бартіромо». З 2007 року вона бере участь у бізнесі інновацій. Марія вела ряд інших програм, серед яких Closing Bell (2002–2013), Market Wrap (1998–2000) та Бізнес-центр (1997–1999). Бартіромо також з'явилася в наступних телевізійних шоу: «Шоу сьогоднішнього вечора NBC Universal з Джеєм Лено» і  «Пізня ніч з Конаном О'Браєном», Шоу Опри Вінфрі, «Реальний час з Біллом Махером», Warner Bros, телевізійні короткотривалі «Шоу Каролайн Рея», «Макенро» та «Колбертський звіт», а також «Життя з Регісом та Келлі».

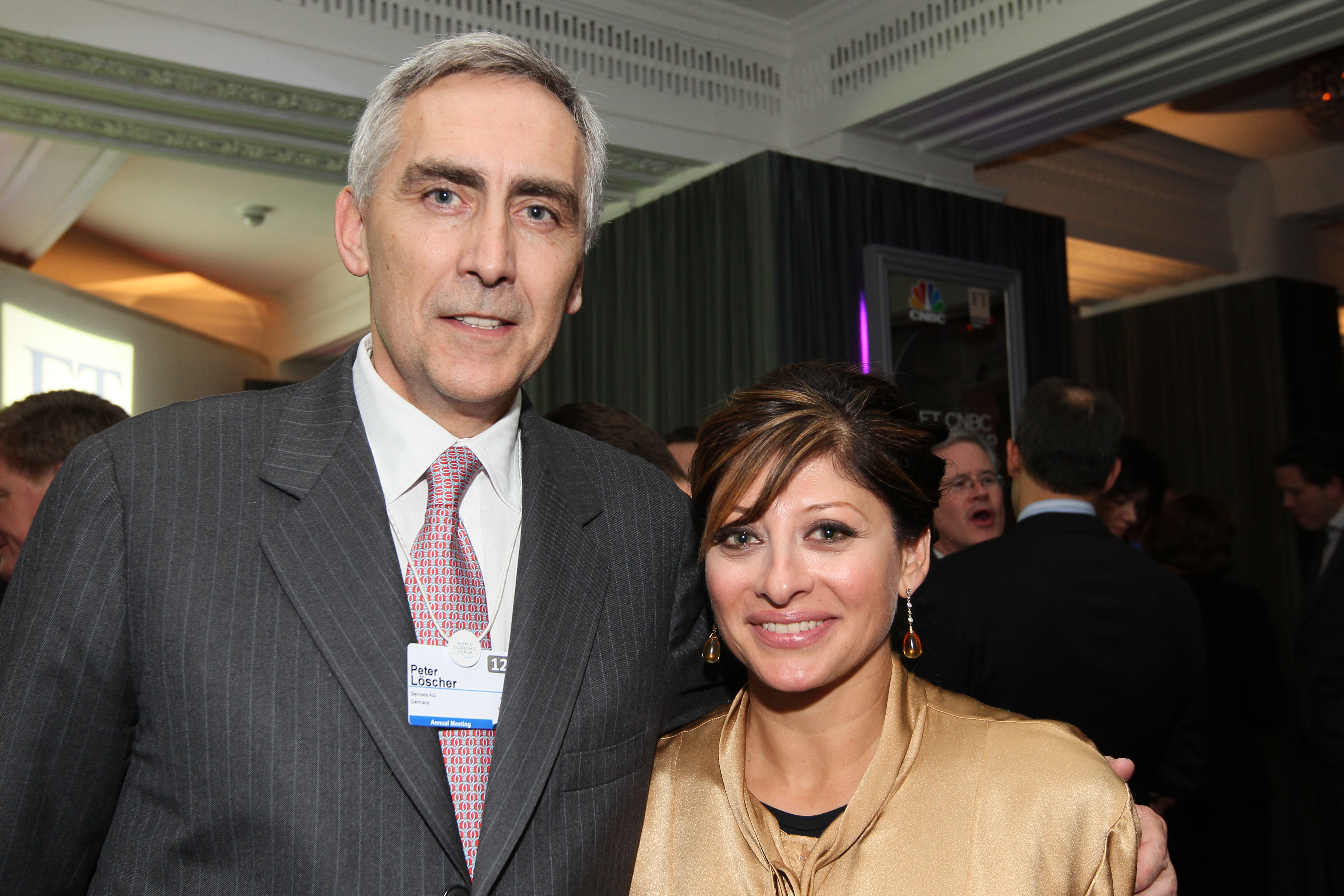
Пітер Лешер, президент та генеральний директор компанії Siemens, разом із Марією Бартіромо в FT CNBC Davos Nightcap, 26 січня 2012 року.

Бартіромо отримала прізвисько «Грошовий мед» наприкінці 90-тих років, і була жінкою, яка повинна звітувати в прямому ефірі з підлоги Нью-Йоркської фондової біржі. У січні 2007 року компанія Бартіромо подала заявки на торговельну марку, щоб використовувати термін «Грошовий мед» торговою маркою для лінійки дитячих товарів, включаючи іграшки, пазли та книжки-розмальовки, щоб навчити дітей, що таке гроші.
Бартіромо підтримує телевізійне висвітлення параду Дня Колумба в Нью-Йорку з 1995 року і була Великим маршалом у 2010 році. Вона з'явилася у фільмах: «Ризик / винагорода», документальному фільмі про життя жінок на Волл-стріт (2003); рімейк 2009 року «Захоплення підземки 123», бойовик про озброєних чоловіків, які викрали поїзд метро Нью-Йорк, драматичний фільм «Волл-стріт: гроші не сплять» (2010), документальний фільм «Внутрішня справа» (2010) та фінансовий трилер Річарда Гіра «Арбітраж». 
Бартіромо - авторка трьох книг. Її перша книга «Використовуйте новини: як відокремити шум від інвестиційних самородків і заробити гроші в будь-якій економіці» (2001) ISBN 978-0-06-662086-2, з'явилася в списках бестселерів The New York Times, The Wall Street Journal та USA Today. Інші її книги - «10 законів невпинного успіху» (2010) ISBN 978-0-307-45253-5 та «Вихідні, що змінили Волл-стріт» (2011) ISBN 978-1-59184-351-1. В кінці 2008 року Бартіромо підписала новий п'ятирічний контракт зі своїм тодішнім роботодавцем CNBC.
Батіромо також пише щомісячну колонку для USA Today під назвою «Один на один».

### Фокс-новини та Фокс-бізнес
18 листопада 2013 року було оголошено, що Бартіромо залишає CNBC, щоб приєднатися до Фокс-бізнес. CNBC оприлюднила заяву про відхід з мережі: «Після 20 років новаторської роботи в CNBC Марія Бартіромо покине компанію, оскільки термін її контракту закінчується 24 листопада. Її внесок до CNBC занадто великий, щоб перерахувати, але ми дякуємо їй за всю її наполегливу працю протягом багатьох років та бажаємо всього найкращого». Згідно з доповіддю Drudge, угода з  Фокс-бізнес дозволяла їй вести щоденну програму, а також брати участь у Фокс-новинах.
У травні 2018 року Бартіромо заявила, що Барак Обама «політизував усі свої агенції», прагнучи «зняти Дональда Трампа».
У липні 2018 року було оголошено, що її трансляція FBN «Вранці з Марією» перемогла Squawk Box CNBC у рейтингах за другий квартал 2018 року. У вересні 2019 року вона підписала нову багаторічну угоду з ФБН.

### Нагороди
Бартіромо є лауреатом премії за досконалість в радіоефірній журналістиці (1997 р.), Премії статуї Лінкольна, врученої Союзом Ліги Філадельфії (2004 р.), Премії Грейсі, за видатний документальний фільм (2008 р.), Премія Еммі (2008), Премія Еммі за видатні звіти про бізнес та економіку (2009). У 2011 році вона була третьою журналісткою, яку ввели до Кабельної зали слави.

## Особисте життя
У 1999 році Бартіромо вийшла заміж за Джонатана Штейнберга, головного виконавчого директора WisdomTree Investments, який був сином фінансиста-мільярдера Саула Штейнберга. У них є будинок у місцевості Вестгемптон, Нью-Йорк.

## Зовнішні посилання
- Офіційний сайт
- Публікації на C-SPAN
- Maria Bartiromo на сайті IMDb (англ.)
- Марія Бартіромо [Архівовано 21 серпня 2017 у Wayback Machine.] Відео, створене Makers: Women Who Make America